# Château de Beauregard (Loir-et-Cher)
Pour les articles homonymes, voir Château de Beauregard.
Le château de Beauregard, datant du XVIe siècle, est situé sur le territoire de la commune de Cellettes dans le Loir-et-Cher à une dizaine de kilomètres au sud de Blois. Il fait partie des châteaux de la Loire et est célèbre par sa Galerie des Illustres. Il fait l’objet d’un classement au titre des monuments historiques par la liste de 1840. 

## Historique
Le château est bâti en bordure de la forêt de Russy.
Les ruines d'une chapelle, antérieure au XVe siècle, sont encore visibles dans le parc. Elle montre, gravée dans la pierre, la coquille des pèlerins de Saint-Jacques-de-Compostelle et la devise des chevaliers croisés « Dieu le Volt ».
Le manoir d'origine fut construit à la fin du XVe siècle par la famille Doulcet.
Jean Doulcet, maître de la Chambre aux Deniers du duc Charles d'Orléans (alors aussi comte de Blois). En 1495, son successeur Louis II d'Orléans (futur Louis XII), érigea la terre de Beauregard en seigneurie, on autorisa par édit l'édification d'un pigeonnier.
Le fils de Jean Doulcet, François, maître de la Chambre aux Deniers de Louis XII, fut démis de ses fonctions pour avoir escroqué la Couronne pendant les campagnes d'Italie, et Beauregard alors confisqué et intégré dans le domaine royal.
En 1521, François Ier, qui utilisait jusqu'alors le château en tant que rendez-vous de chasse, l'offrit à son oncle René de Savoie, qui mourut lors de la bataille de Pavie en 1525, et le domaine échut à sa veuve.
En 1545, pour 2 000 écus d'or, le domaine fut acquis par Jean du Thier, secrétaire d'État chargé des finances pour Henri II et grand humaniste, protecteur des poètes Joachim du Bellay et Pierre de Ronsard.
Jean du Thier fut le véritable constructeur du château. Il incorpora le vieux logis au sein du nouveau bâtiment et construisit dans le style Renaissance, la galerie centrale qui reliait les deux corps de bâtiment d'habitation. L'architecte reste inconnu. À partir de 1553, Jean du Thier, pour la décoration intérieure, fit appel à plusieurs artistes étrangers qui travaillaient alors pour le roi Henri II. Le peintre Nicolò dell'Abbate décora de fresques lors de la destruction de l'aile Nord au XIXe siècle.
Le menuisier du roi Francisque Scibec de Carpi sculpta les boiseries du cabinet de travail, le Cabinet des Grelots. Au pied des fenêtres de l'aile Sud, Jean du Thier créa un jardin typique de la Renaissance, rigoureusement ordonnancé. Il présentait des collections de plantes rares répondant aux goûts botaniques du propriétaire.
Le château a été décrit et dessiné dans l'ouvrage d'Androuet du Cerceau, Des plus excellens bâtiments de France (second volume, 1579).
Florimond Robertet, reprit Beauregard en 1566. À la mort de Jean du Thier en 1559, Catherine de Médicis l'avait nommé secrétaire d'État aux Finances. Florimond Robertet n'effectua aucun aménagement à Beauregard, étant alors absorbé par la construction de son château de Bury.
Les héritiers de Florimond Robertet cédèrent Beauregard à Paul Ardier en 1617. Le nouveau propriétaire du château venait de se retirer du service de Louis XIII après 55 ans passés auprès des rois Henri III, Henri IV et Louis XIII.
Contrôleur général des Guerres, Grand Trésorier de l'Épargne, il était âgé de 72 ans quand il se consacra à l'embellissement de son nouveau domaine. Il détruisit le vieux logis pour entourer la galerie centrale de deux ailes modernes symétriques. Il donna également aux communs leur apparence actuelle. L'œuvre majeure de Paul Ardier fut le décor de la galerie des Portraits, qui occupa également les deux générations suivantes. Son fils, Paul II Ardier, président de la Chambre des Comptes et le mari de sa petite fille, Gaspard de Fieubet, chancelier de la reine mère Anne d'Autriche, poursuivirent son œuvre. La terre de Beauregard fut érigée en vicomté en sa faveur par Louis XIV en 1654, et possédée notamment par Paul de Fieubet, magistrat et membre du Conseil en 1715, neveu de Gaspard.
Le domaine de Beauregard quitta le patrimoine des Fieubet et fut vendu en 1816 au vicomte de Préval.
La comtesse de Sainte-Aldegonde, née Adélaide-Joséphine de Bourlon de Chavagne, veuve du duc de Castiglione, lui succéda au château.
Le 8 octobre 1839, sa fille, Marie-Valentine Joséphine (1820-1891), épousa au château Alexandre-Edmond de Talleyrand-Périgord, duc de Dino et fils du duc de Talleyrand, et devint la maîtresse du richissime magnat russe Anatole Demidoff, fait prince de San Donato en 1840 par décret ducal, et éphémère époux de Mathilde-Laetizia Bonaparte, fille du prince Jérôme et cousine germaine de Napoléon III.
En 1837, Virginie de Sainte-Aldegonde, duchesse de Mortemart, avait hérité de Henriette de Tourzel, duchesse de Charost, le château de Meillant (Cher), qu'elle fit restaurer à partir de 1842.
En 1850, Jules, comte de Cholet (1798-1884), nouveau propriétaire, confia la restauration du château à Jules de la Morandière ; en 1864, il fut classé monument historique par Prosper Mérimée. Il resta dans sa famille pendant soixante-deux ans.
En 1912, Louis Thillier lança un vaste projet de modernisation et de restauration.
Le domaine appartient depuis 1925 à la famille de Gosselin, dont sont issus les comte du Cheyron du Pavillon, qui poursuivent aujourd'hui la restauration du château et de la Galerie des Portraits.
Le château est ouvert à la visite huit mois par an. 20 000 personnes visitent le site chaque année.

## Description
Le bâtiment central présente deux étages de galeries : au rez-de-chaussée une galerie couverte en portique comptant sept arcades et au premier étage une galerie couverte. Au XVIe siècle, les galeries furent conçues pour relier les deux bâtiments d'habitation.
Au sud, en retour d'équerre, avance une aile à deux étages qui présente sur ses toits, des cheminées à l'italienne, hautes et étroites, décorées d'inclusions d'ardoise. Il faut imaginer, de l'autre côté de la cour, une autre aile, probablement le corps de logis primitif du XVe siècle, inclus par Jean du Thier lors de la construction du château. Cette aile, visible sur les plans d'Androuet du Cerceau, fut détruite au XVIIe siècle pour laisser la place à un bâtiment plus moderne qui a définitivement disparu au XIXe siècle.
La façade arrière, donnant sur le parc, fut modifiée au XIXe siècle. On supprima la cour du jeu de paume afin de doubler le bâtiment central. Ainsi, les ailes d'habitation ne font plus avant-corps et la façade arrière est résolument plus massive.

### «Galerie des Illustres»
Paul Ardier, propriétaire de Beauregard en 1617, réalisa dans la galerie principale du château son rêve d'historien : conter à travers une collection de portraits 315 ans d'histoire de France.
Trois générations de sa famille se sont relayées, pendant 60 ans, pour concevoir cette pièce d'exception.

#### Présentation

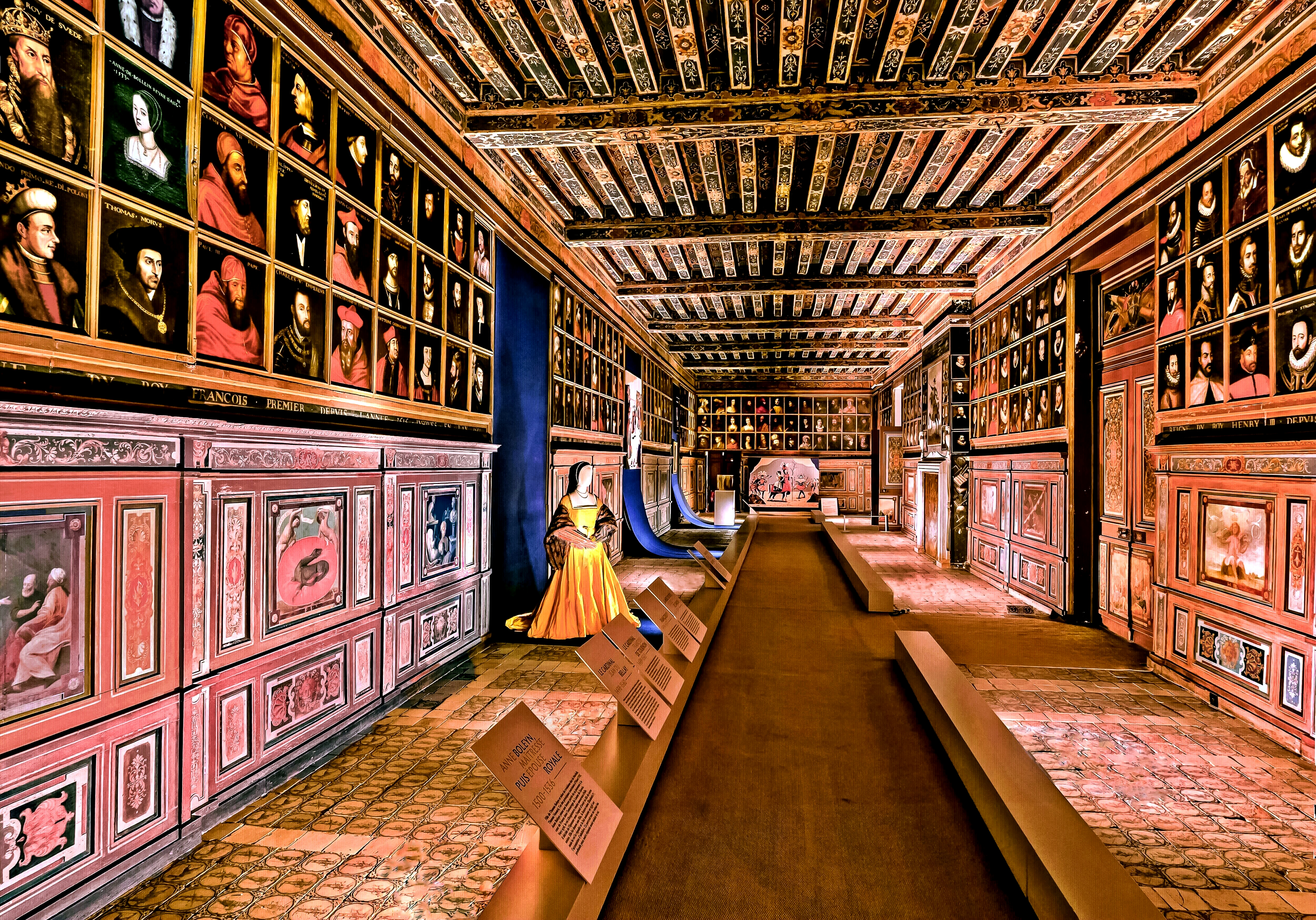
La Galerie des Illustres du château de Beauregard.

Située à « l'étage noble », la galerie mesure 26 mètres de long par 6 mètres de large. La collection, qui fait le tour complet de la pièce, comporte 327 portraits répartis sur trois niveaux, en douze panneaux.
Chaque portrait peint sur toile mesure en moyenne 55 cm par 45 cm. Les personnages sont représentés en buste sauf deux exceptions : Henri IV de France et Louis XIII de France. Le grand portrait équestre d'Henri IV est placé sur la cheminée datée du XVIe siècle.
Les portraits des 14 personnages qui l'entourent sont nettement plus petits que l'ensemble de la collection.
Le portrait d'apparat de Louis XIII couvre les trois niveaux de portraits.
Le nombre de portraits est variable en fonction du roi auquel ils sont associés. Par exemple, le règne de Philippe IV compte six portraits, celui de Charles VII, 21 portraits, Louis XIII, 40 portraits.
Les dates des règnes concernés ainsi que l'emblème et la devise du roi sont peints sur les boiseries situées entre le sol et les portraits.

#### Galeries de portraits, inspiration italienne
Les premières collections de portraits historiques apparurent en Italie au XVIIe siècle. À travers le courant de pensée de l'Humanisme renaquit l'intérêt antique pour les hommes ayant joué un rôle dominant sur le cours de l'histoire. On était fasciné par la vie, les actions mais aussi par les traits de ces Illustres, que l'on s'efforçait de représenter le plus fidèlement possible.
La plus célèbre des collections italiennes était celle de que Paul Jove, évêque de Nocera, rassemble dans sa villa du lac de Côme, ensemble constitué de 240 tableaux de personnalités politiques et artistiques qui connut un retentissement considérable en Europe. Une copie de cette collection, commandée par les Médicis, est aujourd'hui visible à la Galerie des Offices à Florence.
À la fin du XVIe siècle, le goût pour les galeries de portraits se diffusa en France. Ces collections ne nous sont pas parvenues, dispersées ou définitivement perdues telles les galeries que commandèrent Henri IV au Louvre ou Richelieu en son Palais-Cardinal (Palais-Royal). Ces deux collections rassemblaient des personnages politiques et annonçaient le thème qui fut retenu pour la galerie des Illustres de Beauregard.
La galerie de Beauregard n'est en rien une initiative isolée, elle doit être comprise au sein d'une mode.
Cependant dès le XVIIe siècle, cette collection fut distinguée par ses contemporains : on en trouve une mention admirative dans les mémoires de la Grande Mademoiselle lors de sa venue au château en 1655. La démesure du projet et le soin apporté à la réalisation de l'ouvrage rendirent la galerie célèbre dès sa création, qui reste aujourd'hui la plus importante collection de portraits de personnages historiques connue en Europe.
Visitant le château de Richelieu (1630-1642) au début de septembre 1663, Jean de La Fontaine y remarqua un lieu qu'il dit :

« tapissé de portraits, Pour la plupart environ grands / Comme des miroirs de toilette; / Si nous eussions eu plus de temps, / Moins de hâte, une autre interprète, Je vous dirois de quelles gens. Vous pouvez juger que ce ne sont pas gens de petite étoffe : le cardinal de Richelieu, le duc (son neveu Armand-Jean de Vignerot) qui a hérité de son nom ; le feu amiral de Brézé (…). Le reste est plein de nos rois et reines, des grands seigneurs, des grands personnages de France, enfin c'est toute l'histoire de la nation que ce cabinet. On n'a eu garde d'y oublier les personnes qui ont triomphé de nos rois ; ce sont les Jocondes, les belles Agnès et ces conquérantes illustres sans qui Henri quatrième aurait été un prince invincible »

— Jean de La Fontaine
Une autre collection de portraits est visible en France, mais son thème et son ampleur sont bien différents ; c'est celle qui fut rassemblée au XVIIe siècle, au château de Bussy-Rabutin en Bourgogne.
Ernest de Ganay indique au château de Neuville à Gambais en 1939 une « curieuse galerie de portraits royaux », certains attribués aux élèves des Clouet ; constituée de 192 grandes figures de l'Histoire de France de François Ier à la Révolution de 1789, elle y aurait été créée au XVIIIe siècle par François de Nyert.
Au XIXe siècle, dans son château d'Azay-le-Rideau, le marquis de Biencourt constitua à partir des années 1830 une collection de 300 effigies anciennes, qui était ponctuellement montrée au public ; une notable partie, acquise lors de ventes aux enchères publiques du mobilier de la demeure (1898) par une de leurs descendantes, vicomtesse de Montaigne de Poncins, fut léguée par elle en 1939 au musée Condé de Chantilly, où elle est conservée.

#### Réalisation des portraits
Entre 1620 et 1638, Paul Ardier passa commande des 327 portraits auprès de peintres parisiens. Certains groupes de portraits présentent une unité de style laissant à penser qu'ils sont l'œuvre d'un même artiste. Mais aucun tableau ne porte de signature ou de marque permettant d'identifier le peintre ou l'école de peinture chargée de la commande. Suivant la tradition des collections de portraits de la Renaissance italienne, le portrait est conçu comme un véritable document historique. La recherche des sources iconographiques les plus sûres était un aspect primordial du travail de Paul Ardier et de ses peintres.
Les toiles sont en majorité des copies réalisées dans d'autres galeries françaises et européennes. Les copistes de Paul Ardier travaillèrent dans les différentes collections existantes, comme celle du château de Selles-sur-Cher, non loin de Beauregard, où Philippe de Béthune avait rassemblé une collection de portraits historiques.
Ce fut dans la galerie de Richelieu au Palais-Cardinal, en 1635, que le tableau représentant Louis XIII fut copié d'après la toile de Philippe de Champaigne. On reconnaît des œuvres célèbres, tel Charles VII par Jean Fouquet, Marie de Médicis par Van Dyck ou encore le comte d'Olivarès par Vélasquez.
Concernant les personnages des règnes les plus anciens, lorsque les représentations picturales n'existaient pas, les élèves de l'école de peinture travaillèrent d'après des médailles, des dessins mais aussi en observant, dans les églises, les gisants mortuaires et les vitraux.
Ce souci de la fidélité à la ressemblance physique fut complété par une identification soigneuse des personnages. Dans la partie supérieure de chaque portrait figure le nom et la fonction de l'illustre.

#### Choix de la chronologie et des personnages
Paul Ardier constitua sa collection suivant une logique rigoureuse. En homme d'État, il axa son travail sur l'histoire politique. Les Illustres de Beauregard sont les personnages qui, par leurs actions, ont influé sur l'histoire politique du royaume de France.
Les limites temporelles furent strictement fixées : la chronologie débute lors de l'accession au trône de Philippe VI de Valois en 1328 et s'achève à la mort de Louis XIII en 1643.
Géographiquement, ce projet ne se limita pas à la politique intérieure, la France est systématiquement replacée au sein de sa politique européenne.
Le choix des personnages représentés fut le fruit d'une longue réflexion pour Paul Ardier. Il s'agissait d'illustrer la vie politique de la façon la plus exhaustive et représentative possible. la dimension européenne qu'il donna à sa galerie ne facilita pas sa tâche.

#### Politique française et européenne

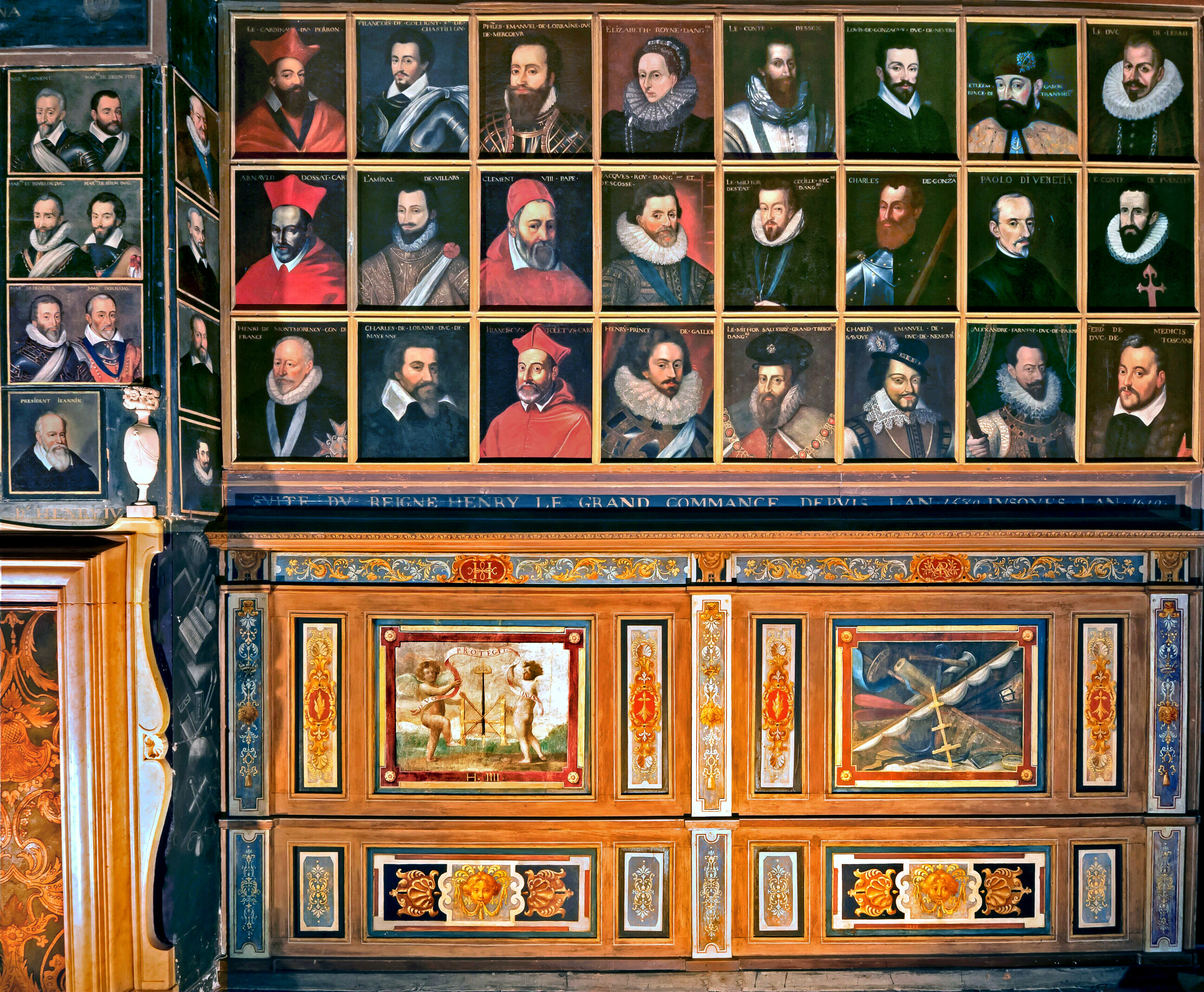
Section consacrée à Henri IV et ses contemporains.

Philippe VI de France débute cette histoire de France en 1328 quand il monta sur le trône à la suite des rois dits maudits, marquant l'avènement des Valois et le début de la guerre de Cent Ans. Quatorze rois de France lui succèdent, entourés des personnalités politiques influentes de leur règne. Louis XIII termine la collection. Il fut le dernier roi que connut Paul Ardier.
Au cours de ce parcours unique, on reconnaît les grands conseillers et ministres des rois de France. Dans le panneau consacré à Louis XIII, Jules Mazarin succède à Richelieu. Les grands chefs de guerre, comme Bertrand Du Guesclin et Jeanne d'Arc, apparaissent entourés de leurs compagnons d'armes.
Au gré des alliances et des guerres, toute l'histoire européenne se déroule. Rois et reines, empereurs, papes, généraux et ministres d'Europe jalonnent la galerie. 26 pays se trouvent ainsi représentés au détour de ces 327 portraits. Édouard III d'Angleterre est le premier des sept souverains d'Angleterre présents. Pour faits d'armes, leurs généraux, tels le Prince Noir et Talbot, prennent place dans la galerie. À la guerre de Cent Ans succédèrent les campagnes italiennes. Ce sont alors les rois et ducs de Naples, de Milan et de Florence qui font leur apparition près de Charles VIII, Louis XII et de François Ier. Les souverains d'Europe dessinent trois siècles d'histoire diplomatique française : l'Espagne, l'Autriche, la Hongrie, la Suède, etc. Jusqu'aux sultans turcs qui, de Mourad Ier à Soliman le Magnifique, témoignent de la puissance ottomane.
Vingt-et-une femmes sont présentes au sein de la collection. Des reines d'Angleterre ou d'Espagne, pays dans lesquels les femmes pouvaient exercer le pouvoir, six reines de France seulement. Très peu d'entre elles purent s'extraire de leur rôle de génitrice pour exercer un réel pouvoir politique. Elles apparaissent dans la galerie dans leur rôle de reines régentes, seule fonction politique officielle accessible aux femmes en France. On peut croiser Isabeau de Bavière qui gouverna pendant la folie de Charles VI, Catherine de Médicis, Marie de Médicis et Anne d'Autriche. Marie Stuart apparaît auprès de son jeune mari François II. Elle est identifiée comme « reine de France et d'Écosse ».

#### Décor de la pièce
La collection de portraits est enchâssée dans un véritable écrin décoratif ; le décor de la pièce fut à la mesure de la collection.

##### Faïence de Delft
Paul II Ardier supervisa la pose de quelque 5 500 carreaux de Delft qui ornent le sol de la galerie. Commandés auprès des célèbres faïenceries hollandaises de Delft, les 150 mètres carrés de carreaux représentent une armée entière en ordre de marche. On compte 17 corps de régiments, en costume Louis XIII inspirés de gravure de Jacques De Gheyn. Ce pavement de faïence de Delft est le plus important au monde.

##### Décor peint
Pour la réalisation du décor peint, Marie Ardier et son mari Gaspard de Fieubet, petits-enfants de Paul Ardier, s'adressèrent à la famille Mosnier, dont on peut admirer les œuvres au palais du Luxembourg et au château de Cheverny. Pierre, fils de Jean Mosnier, représenta les devises et les emblèmes des rois de France sur les boiseries situées sous les portraits. La couleur dominante du plafond à la française, le bleu, fut obtenue avec de la poudre de lapis-lazuli, une des pierres les plus précieuses de l'Ancien Régime. On estimait alors son prix à sept fois celui de l'or.

#### Collection à travers les siècles
Paul II Ardier poursuivit l'œuvre entamée dans la galerie en décorant une pièce attenante de tableaux correspondant au règne de Louis XIV, mais de cette collection, il ne reste rien ; seul l'entablement du plafond porte encore le nom et les dates du Roi Soleil.
La vigilance des différents propriétaires du château ainsi que la célébrité de la galerie ont empêché la dispersion et l'altération de la collection principale.
En 1834, Louis-Philippe Ier créa à Versailles un musée historique « dédié à toutes les gloires de la France ». Sur son ordre, 89 tableaux furent copiés dans la galerie de Beauregard pour enrichir les collections du musée aux Gloires de la France.
La restauration de la totalité des tableaux a lieu entre les années 1980 et 2020,.
En 2020, pendant la pandémie de Covid-19, un travail est entrepris afin de reconstituer la biographie des 327 « illustres », en se basant sur un recueil du XVIIe siècle. Un projet de numérisation est également en cours, de même que la création d'une nouvelle galerie consacrée aux chiens de personnalités (Moujik d'Yves Saint Laurent, etc.), photographiés par Antoine Schneck.

### Cabinet des Grelots
Cette petite pièce, entièrement coffrée de boiseries de chêne, s'inscrit dans la tradition du studiolo italien. À l'origine, le cabinet de travail était relié à la galerie par une petite porte sacrifiée au XVIIe siècle au moment de la mise en place de la collection de portraits.
Jean du Thier commanda les lambris de son cabinet de travail à l'ébéniste Francesco Scibec da Carpi.
L'artiste italien travailla pour François Ier au château de Fontainebleau, pour Henri II au Louvre et pour Diane de Poitiers au château d'Anet. La commande date de 1554, le prix reste inconnu. La réalisation des boiseries nécessita six mois de travail seulement.
Le plafond à caissons, chevillé, passe pour l'un des plus beaux de France. Il est composé d'un grand octogone entouré de huit petits hexagones finement sculptés. En son centre, le plafond porte les armoiries de Jean du Thier : « d'azur à trois grelots posés deux sur un » (trois grelots d'or sur un fond azur).
Jean du Thier commanda en effet un décor très personnel. Les éléments de son blason constituent les éléments décoratifs majeurs de la pièce. Les frises de grelots qui ornent tous les murs donnèrent son surnom au cabinet.
Dans la partie supérieure des boiseries sont enchâssées des toiles réalisées par des artistes locaux à partir de cartons de Nicolò dell'Abbate. Jean du Thier s'est entouré, dans son cabinet de travail, de ses activités préférées : les arts (la peinture, la sculpture, la littérature, la musique et l'orfèvrerie) et des disciplines plus physiques (l'art de la guerre, la chasse et le jeu de paume).
Au XVIIe siècle, Paul Ardier fit coffrer la cheminée d'origine. Les blasons de sa famille ornent les montants.
Une toile représentant Louis XIII à cheval ornait la cheminée jusqu'au début du XXe siècle. Pour pallier sa disparition en 1925, la famille de Gosselin commanda, au musée du Louvre, une copie de la Diane chasseresse de François Clouet.

## Parc

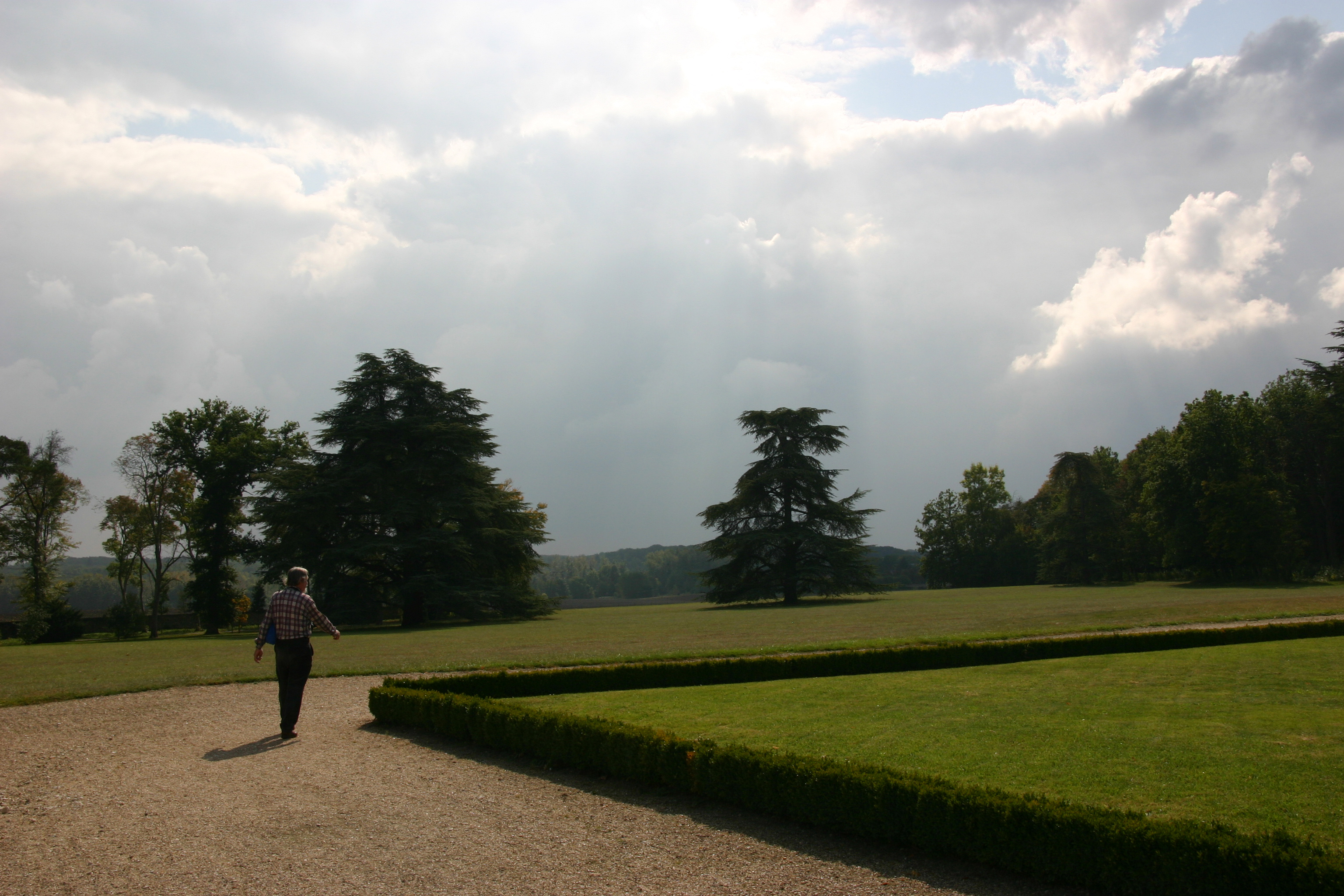
Le parc du château.

Le parc clos du château compte 70 hectares ; 40 hectares constituent le jardin d'agrément, le reste de la propriété est occupé par les bois.

### Historique
L'histoire du parc du château débuta en 1545 quand Jean du Thier acquit la terre de Beauregard.

#### Renaissance
Le château de Jean du Thier était un château d'agrément, une demeure champêtre tournée vers ses jardins. En 1551, Henri II offrit à son ministre et ami 1 500 arbres (chênes, ormes, hêtres, houx et noisetiers) à prélever au sein des forêts royales.
Jean du Thier était connu de ses contemporains comme amateur et collectionneur de plantes rares. Le jardin de Beauregard fut salué au XVIe siècle, Androuet du Cerceau s'en fit l'écho. Dans son ouvrage, Des plus excellens bâtiments de France, il consacra trois gravures au château et à son parc. Le pavillon le plus important de la demeure regardait un parterre savant. C'était un jardin géométriquement ordonné, comptant de nombreuses espèces de plantes rares. Il présentait les caractéristiques du jardin Renaissance : galeries de bois se terminant par de petits temples, une fontaine en son centre, utilisation du buis pour délimiter les parterres.
Le jardin de Beauregard avait une vocation utilitaire. Dès Jean du Thier et sur les plans du XVIIe et XVIIIe siècles, on note la présence, en nombre important, d'arbres fruitiers (cerisiers, pruniers, amandiers, noyers). Les arpents de vigne étaient implantés le long de la façade Sud. Le potager se trouvait au fond du parc, à l'emplacement de l'actuel jardin des Portraits. Le tout restait agrémenté d'éléments d'architecture et d'allées permettant de joindre l'utile à l'agréable.

#### Époque moderne
En 1617, le château entra dans le patrimoine de la famille Ardier. L'intérêt de Paul Ardier se concentra sur la décoration intérieure.
Il ne négligea pas le parc pour autant. Deux ans après son arrivée, en 1619, il clôtura le parc de murs. Achetant de nouvelles terres, il changea radicalement la perspective du château. Sur les plans d'Androuet du Cerceau, on constate que l'entrée du château se trouvait sur la façade ouest du château. Paul Ardier ordonna la réalisation d'une nouvelle allée centrée sur la galerie. Le long de cet axe, l'actuelle allée d'honneur, furent plantés des arbres fruitiers.
Le jardin clos de Jean du Thier fut conservé, il s'adapta à la nouvelle mode des jardins à la française.
En 1661, les documents attestent l'existence d'un bâtiment réservé aux orangers et en 1718, fut élevé un vaste ensemble dont il ne subsiste aujourd'hui que la moitié. Un inventaire du début du XVIIIe siècle, dénombre 74 orangers et citronniers témoignant du réel intérêt des seigneurs de Beauregard pour leur orangerie.

#### XIXesiècle
La mode des jardins paysagers arriva en France à la fin du XVIIIe siècle. En Angleterre, les propriétaires terriens s'enthousiasmaient pour ces aménagements paysagers qui préservaient l'aspect naturel des sites. En France, un des exemples les plus aboutis de ces jardins paysagers sont les jardins du Petit Trianon, créés à Versailles pour la reine Marie Antoinette. Le XVIIIe siècle vit également apparaître en France des espèces jusqu'alors inconnues, ramenées des expéditions scientifiques en Amérique du Nord et du Proche-Orient.
Certaines de ces espèces rares viendront enrichir les jardins de Beauregard comme le cèdre du Liban, le tulipier de Virginie ou le magnolia grandiflora.
L'auteur du parc à l'anglaise du château de Beauregard n'est malheureusement pas connu. Au XVIIIe siècle ou sous l'Empire, la tradition anglaise supplanta le jardin « à la française ».

### Réhabilitation duXXesiècle
En 1992, le parc est inscrit à l'inventaire supplémentaire des monuments historiques. Un important travail de restauration est alors entrepris. Inspirés d'un projet de Gilles Clément, les jardins de Beauregard attestent un souci d'assurer le lien entre les siècles passés et le temps modernes. Les différentes collections d'arbres et de végétaux (chênes, cèdres, bambous, écorces décoratives) sont les héritières directes des goûts botaniques de Jean du Thier. Le jardin des Portraits ou la rénovation de la glacière témoignent des innovations permanentes.
Le jardin des Portraits est créé en 1992 par Gilles Clément. Il est constitué de 12 jardins rappelant les 12 groupes de portraits de la galerie du château. Protégé par ses hautes parois végétales, chaque jardin ou « chambre » est une variation sur une couleur dominante et un savant exercice de création paysagère. Plus de 400 espèces de plantes vivaces et d'arbustes semblent évoluer sans contrainte aucune. La couleur des chambres peut symboliquement être associée à un personnage ou à un événement raconté dans la grande galerie du château. Par exemple, une des chambres rouges est associée au sang du massacre de la Saint-Barthélemy.
La glacière du château est rénovée durant l'hiver 2007-2008. Datée du XVIIe siècle, elle témoigne d'un patrimoine technique méconnu du grand public. Ces bâtiments étaient conçus pour le stockage de la glace et sa conservation tout au long de l'année.

## Expositions
Depuis 2010 se tient tous les ans le Salon international du portrait. La troisième édition a pour invité d'honneur Jean-Pierre Alaux.